# Новое Изамбаево (Комсомольский район)

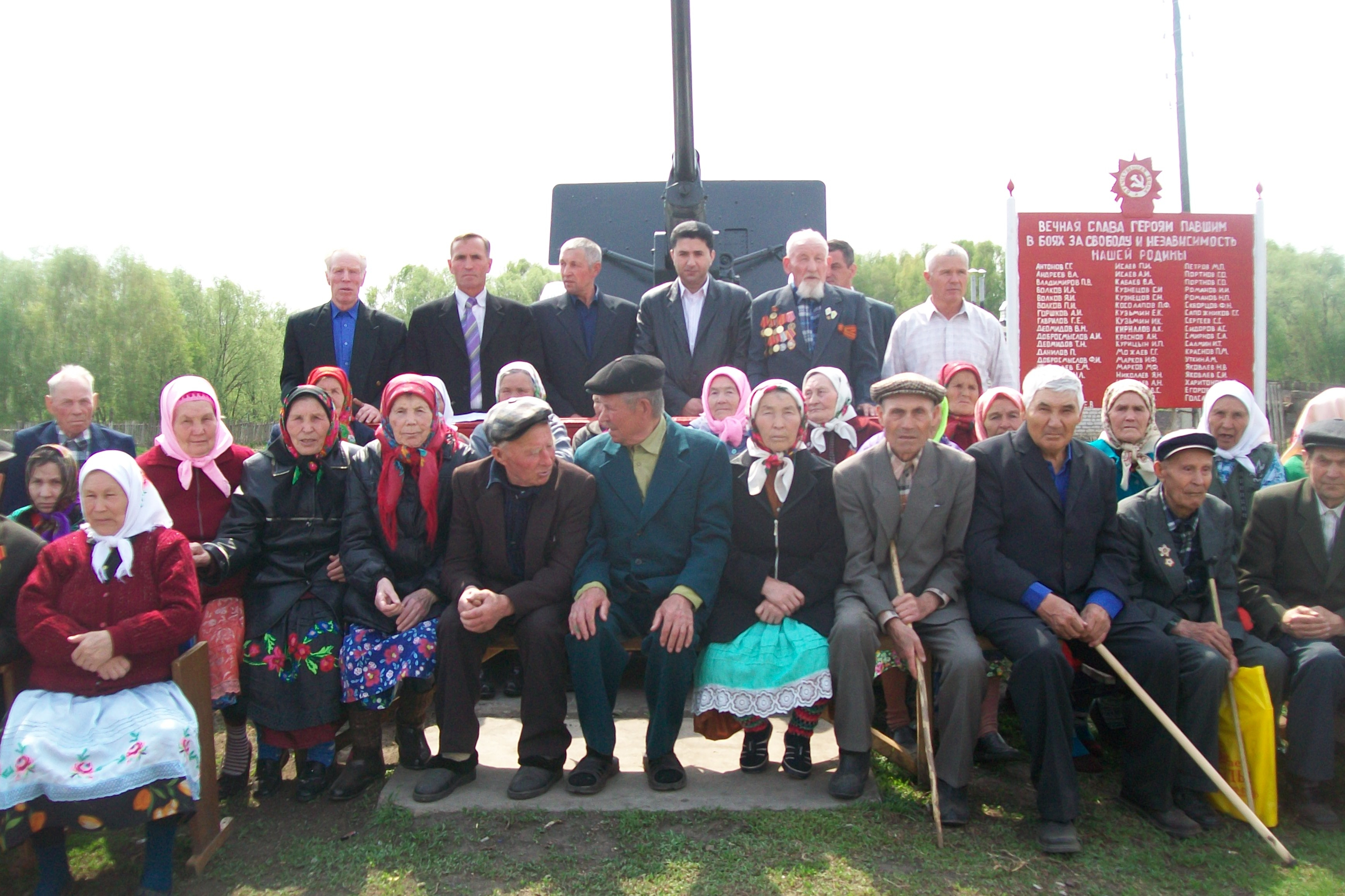
Празднование Дня Победы.

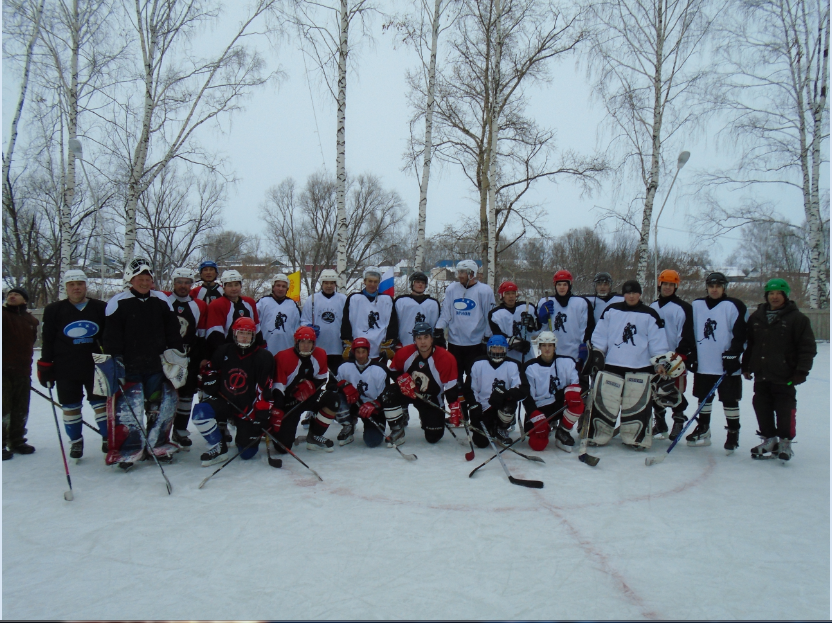
Хоккейный турнир.

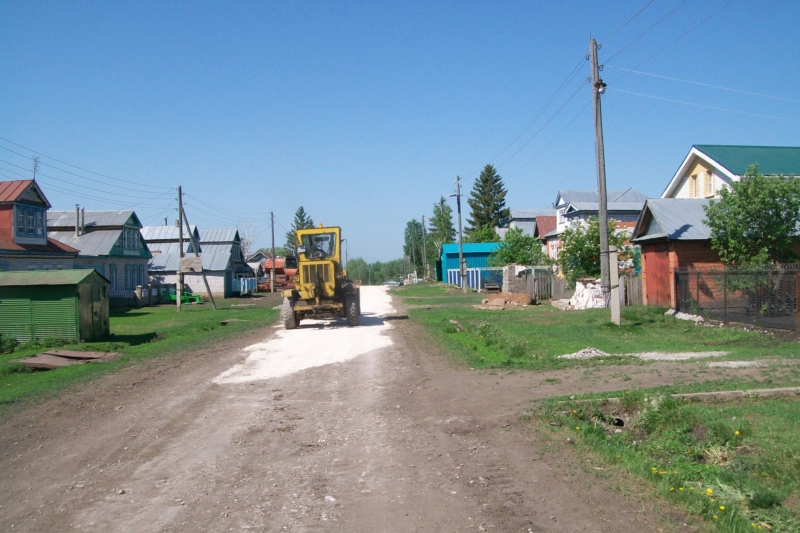
Ремонт дороги в деревне Новое Изамбаево.

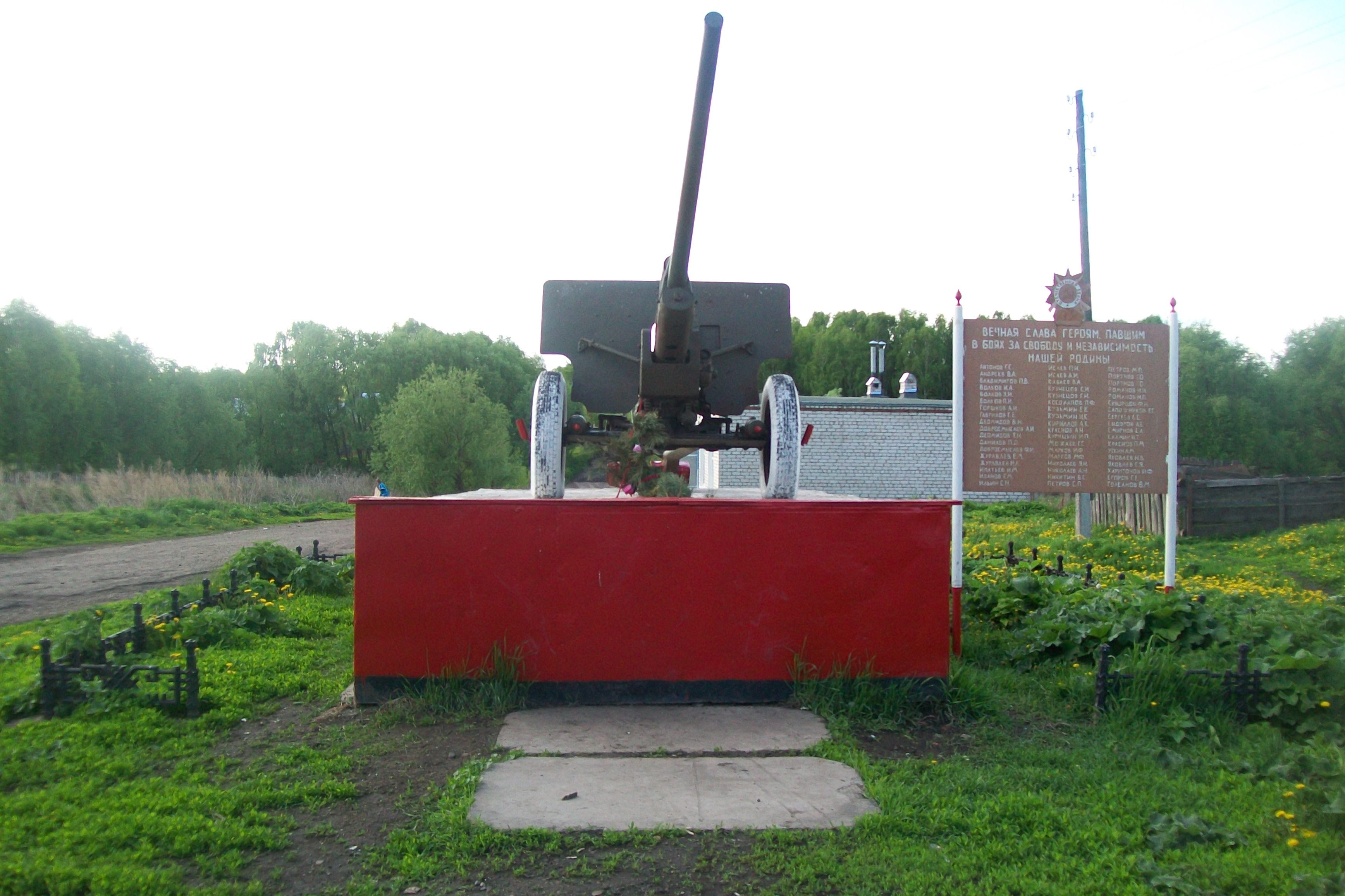
Новое Изамбаево. Памятник пушка.

Но́вое Изамба́ево (чув. Ҫӗнӗ Кипеҫ) — деревня в Комсомольском муниципальном округе Чувашии. До преобразования в 2022 году Комсомольского района в муниципальный округ деревня входила в состав Полевосундырского сельского поселения.

## География
Новое Изамбаево расположено на реке Малая Була. Расстояние до столицы республики — города Чебоксары — 132 км, до районного центра — села Комсомольское — 17 км, до железнодорожной станции 48 км.

## История
Деревня основана в 1680—1682 годах переселенцами из деревни Ухманы Кибечи нынешнего Канашского района, сохранив за собой старое чувашское название «Кипеç» без дополнительного слова Ухманы. Жители деревни Изамбаево ездили на Шихазанский базар (Канашский район), поддерживая родственные связи. Занимались земледелием, животноводством, пчеловодством, лаптеплетением. В 1940—1946, 1954—2003 годах функционировала средняя школа, с 1946 по 1954 годы в здании средней школы — детский дом. С 1999 года работает маслосырбаза «Кибеч».
Исторические названия
Новое Изынбаево, Новая Изембаева.
Административно-территориальная принадлежность
Деревня находилась в составе Яльчикской волости Свияжского уезда (1802—1867), Новошимкусской волости (1867—1920) Тетюшского уезда. С 1965 года — Комсомольский район.
Религия
В конце XIX века жители — православные, язычники.

## Население
| 2010 | 2012 |
| ---- | ---- |
| 222  | ↗251 |

Число дворов и жителей в 1710 году − 8 дворов, 46 жителей, в 2003 году − 76 дворов, 267 жителей. По данным Всероссийской переписи населения 2002 года в деревне проживали 253 человека, чуваши.

## Уроженцы
- Андреев Семён Иванович (1900, Новое Изамбаево, Тетюшский уезд, Казанская губерния — 1978, Чебоксары, Чувашская АССР) — почвовед, работал в Чувашском сельскохозяйственном институте, около 40 лет возглавлял кафедру почвоведения и агрохимии. Заслуженный деятель науки Чувашской АССР (1970). Награждён орденами Ленина, «Знак Почёта»[7].
- Иванова Татьяна Илларионовна (1917, Новое Изамбаево, Тетюшский уезд, Казанская губерния — 1959, Новое Изамбаево, Комсомольский район, Чувашская АССР) — трактористка, организатор производства. Работала трактористкой, председателем колхоза «Трактор», объединённого колхоза им. Калинина. Награждена орденами Ленина, Трудового Красного Знамени, медалями[8].
- Харитонова Ольга Тихоновна (1900, Новое Изамбаево, Тетюшский уезд, Казанская губерния — 1949, Комсомольское, Чувашская АССР) — учительница, советский хозяйственный, государственный и политический деятель, председатель исполкома Батыревского, Комсомольского районных Советов, награждена орденом Ленина.
- Харитонов Варфоломей Тихонович (1905, Новое Изамбаево, Тетюшский уезд, Казанская губерния — 1974, Чебоксары, Чувашская АССР) — советский организатор образования, государственный деятель, нарком просвещения Чувашской АССР, депутат Верховного Совета ЧАССР, директор Чувашского педагогического института.